# Sue Cogswell
Sue Cogswell, née le  7 septembre 1951 à Birmingham, est une joueuse anglaise de squash. Elle est finaliste du premier championnat du monde de squash féminin officiel en 1979 , perdant en finale face à Heather McKay 6–9, 9–3, 9–1, 9–4. Elle est également trois fois finaliste du British Open perdant en finale face à Heather McKay en 1974,  Barbara Wall en 1979, et Vicki Cardwell en 1980.
Sue Cogswell remporte cinq éditions des Championnats britanniques de squash en 1975 et de 1977 à 1980, série record pour une femme.
Elle fait partie de l'équipe d'Angleterre vainqueur du premier championnat du monde par équipes en 1979  et finaliste de l'édition 1981

## Palmarès

### Titres
- Scottish Open : 1977
- Championnats britanniques : 5 titres (1975, 1977-1980)
- Championnats du monde par équipes : 1979

### Finales
- Championnat du monde : 1979
- British Open : 3 finales (1974, 1979, 1980)
- Championnats du monde par équipes : 1981

## Honneurs
L'astéroïde (32202) Cogswell est nommé en son honneur.